# Sorel-en-Vimeu
Sorel-en-Vimeu (picardisch: Seuré-in-Vimeu) ist eine nordfranzösische Gemeinde mit 233 Einwohnern (Stand 1. Januar 2022) im Département Somme in der Region Hauts-de-France. Die Gemeinde liegt im Arrondissement Abbeville und ist Teil der Communauté d’agglomération de la Baie de Somme und des Kantons Gamaches.

## Geographie
Die Gemeinde liegt in der Landschaft Vimeu rund drei Kilometer nordöstlich von Hallencourt und 15 km südöstlich von Abbeville an der Kreuzung der Départementsstraßen D901 (frühere Route nationale 1) und D21. Das Gemeindegebiet gehört zum Regionalen Naturpark Baie de Somme Picardie Maritime.

## Einwohner
| 1962 | 1968 | 1975 | 1982 | 1990 | 1999 | 2006 | 2011 |
| ---- | ---- | ---- | ---- | ---- | ---- | ---- | ---- |
| 169  | 153  | 175  | 160  | 197  | 188  | 202  | 241  |

## Sehenswürdigkeiten

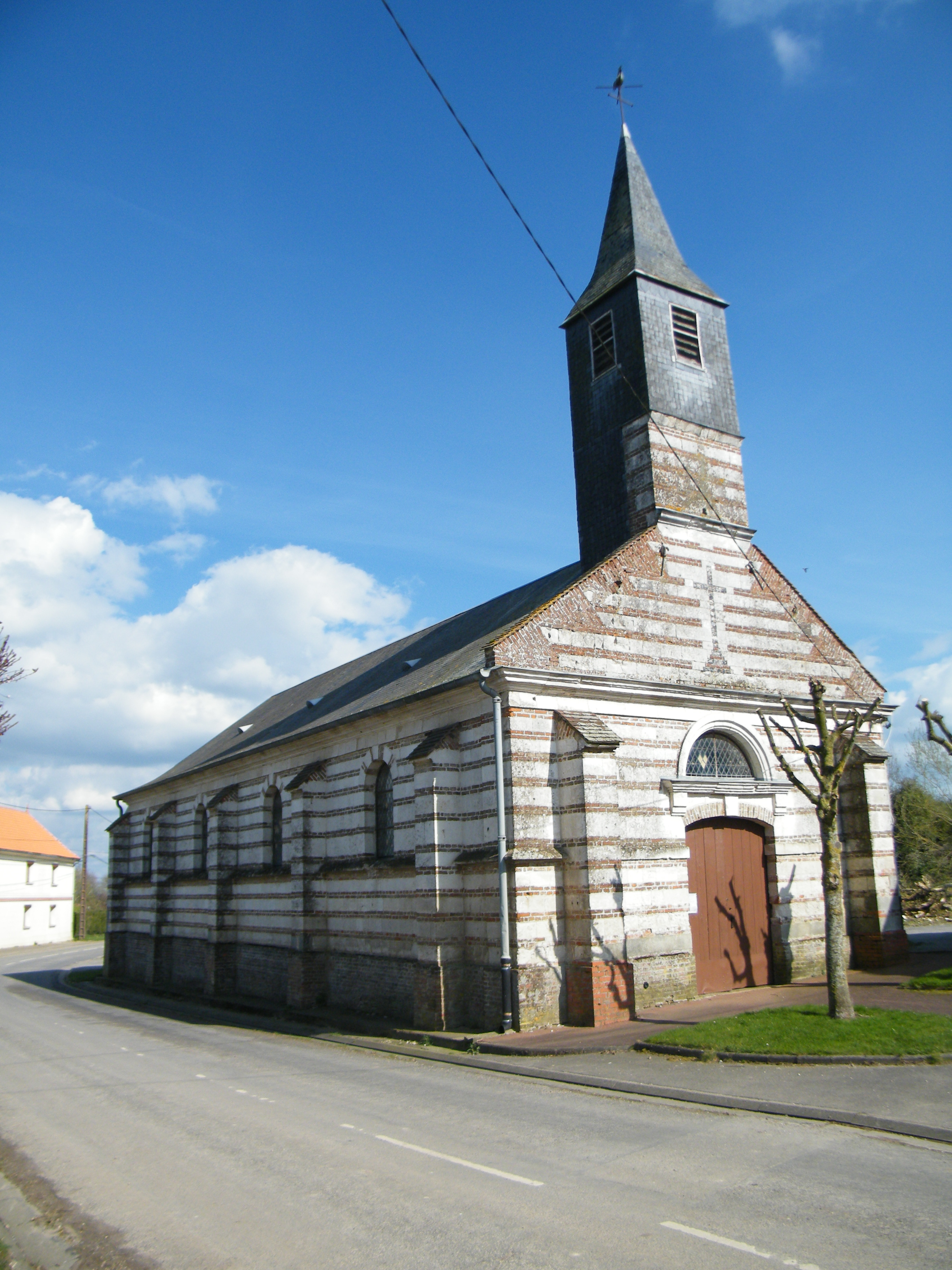
Kirche Saint-Riquier
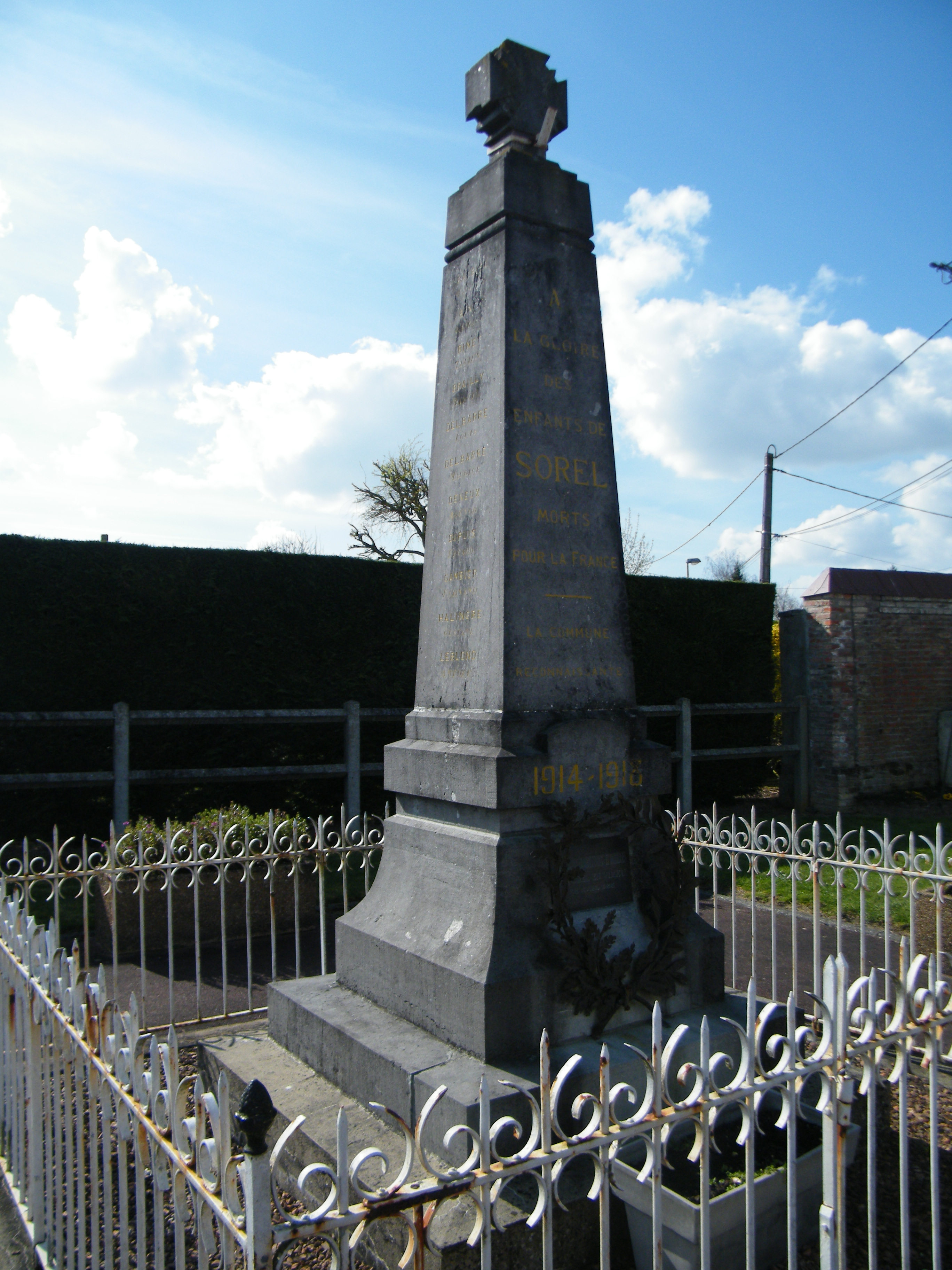
Kriegerdenkmal
- Kalvarienberg

- Kirche Saint-Riquier
- Kriegerdenkmal